# Puchar UEFA (1993/1994)
Puchar UEFA 1993/1994 (ang. 1993–1994 UEFA Cup) – 23. edycja międzynarodowego klubowego turnieju piłki nożnej Puchar UEFA, zorganizowana przez Unię Europejskich Związków Piłkarskich w terminie 14 września 1993 – 11 maja 1994. W rozgrywkach zwyciężyła drużyna Inter Mediolan.

## 1/32 finału
| FC Twente – Bayern Monachium 3:4 i 0:3 1 15.09 1993 0:1 Nerlinger 11, 0:2 Ziege 28, 1:2 Boerebach 65, 1:3 Scholl 66, 2:3 Prince Polley 71, 3:3 Vürens 77, 3:4 Ziege 90 2 29.09 1993 0:1 Matthäus 18k, 0:2 Pahlplatz 45s, 0:3 Ziege 62                                    |
| Bohemian F.C. – Girondins Bordeaux 0:1 i 0:5 1 14.09 1993 0:1 Dugarry 16 2 28.09 1993 0:1 Zidane 22, 0:2 Vercruysse 25, 0:3 Paille 60, 0:4 Fofana 68, 0:5 Vercruysse 86                                                                                                  |
| BSC Young Boys – Celtic F.C. 0:0 i 0:1 (dog) 1 14.09 1993 2 29.09 1993 0:1 Baumann 106s |
| Aalborg BK – Deportivo La Coruña 1:0 i 0:5 1 14.09 1993 1:0 Thorst 66 2 28.09 1993 0:1 Bebeto 18, 0:2 Bebeto 51, 0:3 Claudio 66, 0:4 Bebeto 71, 0:5 Claudio 86 |
| Norwich City – SBV Vitesse 3:0 i 0:0 1 15.09 1993 1:0 Ekoku 51, 2:0 Goss 68, 3:0 Polston 71 2 29.09 1993 |
| Heart of Midlothian FC – Atlético Madryt 2:1 i 0:3 1 14.09 1993 1:0 J. Robertson 70, 2:0 Colquhoun 75, 2:1 Kosecki 77 2 28.09 1993 0:1 Pedro 34, 0:2 Manolo 61, 0:3 Luis Garcia 76                                                                                       |
| Slavia Praga – OFI Kreta 1:1 i 0:1 1 15.09 1993 1:0 Berger 52, 1:1 Georgamlis 64k 2 29.09 1993 0:1 Machlas 52 |
| Union Luxembourg – Boavista FC 0:1 i 0:4 1 14.09 1993 0:1 Casaca 40 2 28.09 1993 0:1 Artur 18, 0:2 Artur 27, 0:3 Marion Brandao 30k, 0:4 Owubokiri 86 |
| IFK Norrköping – KV Mechelen 0:1 i 1:1 (dog) 1 15.09 1993 0:1 Czerniatynski 45 2 28.09 1993 1:0 Blöhm 33, 1:1 Eszenyi 113 |
| FC Nantes – Valencia CF 1:1 i 1:3 (dog) 1 16.09 1993 1:0 Ouedec 12, 1:1 Mijatović 15 2 30.09 1993 1:0 Pedros 50, 1:1 Penew 72, 1:2 Calves 105, 1:3 Fernando 112 |
| Karlsruher SC – PSV Eindhoven 2:1 i 0:0 1 14.09 1993 1:0 Schmitt 21, 2:0 Kiriakow 29, 2:1 G. Popescu 35k 2 28.09 1993 |
| Knattspyrnufélag Reykjavíkur – MTK Budapeszt 1:2 i 0:0 1 16.09 1993 0:1 Hamori 34, 0:2 Zsivotzky 68, 1:2 Ingimundarsson 89 2 29.09 1993 |
| Dinamo Moskwa – Eintracht Frankfurt 0:6 i 2:1 1 14.09 1993 0:1 Gaudino 9, 0:2 Weber 25, 0:3 Furtok 45, 0:4 Bein 47, 0:5 Okocha 81, 0:6 Yeboah 90 2 28.09 1993 1:0 Simiutenkow 23, 2:0 Dobrowolski 53, 2:1 Furtok 65                                                      |
| FC Kuusysi – KSV Waregem 4:0 i 2:1 1 14.09 1993 1:0 Annunen 17, 2:0 Lius 19, 3:0 Lius 75, 4:0 Lentinen 85 2 29.09 1993 0:1 De Kneef 19, 1:1 Annunen 84, 2:1 Lius 88 |
| Crusaders – Servette FC 0:0 i 0:4 1 14.09 1993 2 28.09 1993 0:1 Andersen 57, 0:2 Dunlop 58s, 0:3 Giallanza 60, 0:4 Giallanza 63 |
| Brøndby IF – Dundee United 2:0 i 1:3 (dog) 1 15.09 1993 1:0 Vilfort 21, 2:0 Kristensen 46 2 28.09 1993 0:1 McKinlay 67, 0:2 Crabbe 79, 1:2 Kristensen 91, 1:3 Clarke 119                                                                                                 |
| Slovan Bratysława – Aston Villa 0:0 i 1:2 1 15.09 1993 2 29.09 1993 0:1 Atkinson 15, 0:2 Townsend 22, 1:2 Tittel 86 |
| Borussia Dortmund – Spartak Władykaukaz 0:0 i 1:0 1 15.09 1993 2 28.09 1993 1:0 Chapuisat 61 |
| S.S. Lazio – Łokomotiw Płowdiw 2:0 i 2:0 1 15.09 1993 1:0 Casiraghi 22, 2:0 Cravero 55 2 29.09 1993 1:0 Luzardi 22, 2:0 Cravero 66 |
| Östers IF – Kongsvinger IL 1:3 i 1:4 1 15.09 1993 0:1 Engerbakk 33, 1:1 Persson 36, 1:2 Francis 57, 1:3 Frigaard 59 2 29.09 1993 0:1 Frigaard 36, 1:1 Landberg 41k, 1:2 Engerbakk 45, 1:3 Frigaard 82, 1:4 Frigaard 89                                                   |
| Dnipro Dniepropietrowsk – Admira Wacker Wiedeń 1:0 i 3:2 1 14.09 1993 1:0 Maksimow 77 2 28.09 1993 1:0 Beżenar 43, 1:1 Bacher 45, 2:1 Pochlebajew 50, 3:1 Michajlenko 68, 3:2 Ljung 90                                                                                   |
| Inter Mediolan – FC Rapid Bukareszt 3:1 i 2:0 1 15.09 1993 1:0 Bergkamp 12k, 1:1 Andrasi 52, 2:1 Bergkamp 66, 3:1 Bergkamp 78 2 29.09 1993 1:0 Battistini 75, 2:0 Jonk 83                                                                                                |
| Botew Płowdiw – Olympiakos SFP 2:3 i 1:5 1 15.09 1993 0:1 Amanasidis 12, 1:1 Bałakow 15, 1:2 Tsiantakis 59, 2:2 Chwojnew 88, 2:3 Batista 89 2 29.09 1993 0:1 Christensen 38, 1:1 Dimltrow 67k, 1:2 Tsiantakis 73, 1:3 Mitsibonas 77k, 1:4 Christensen 78, 1:5 Batista 85 |
| Vác FC-Samsung – Apollon Limassol 2:0 i 0:4 (dog) 1 14.09 1993 1:0 Sedlaček 43, Nyilas 79 2 29.09 1993 0:1 Krčmarević 40, 0:2 Scepovic 67, 0:3 Spoljarić 111k, 0:4 Krčmarević 118                                                                                        |
| Kocaelispor – Sporting CP 0:0 i 0:2 1 15.09 1993 2 29.09 1993 0:1 Cadete 6, 0:2 Pacheco 56 |
| Juventus F.C. – Łokomotiw Moskwa 3:0 i 1:0 1 15.09 1993 1:0 R. Baggio 49, 2:0 Ravanelli 69, 3:0 R. Baggio 86 2 28.09 1993 1:0 Marocchi 53 |
| Austria Salzburg – DAC Dunajská Streda 2:0 i 2:0 1 14.09 1993 1:0 Amerhauser 40, 2:0 Pfeifenberger 85 2 28.09 1993 1:0 Stadler 19, 2:0 Pfeifenberger 59 |
| Gloria Bystrzyca – Maribor Branik 0:0 i 0:2 1 15.09 1993 2 29.09 1993 0:1 Stanić 6, 0:2 Stanić 83 |
| CD Tenerife – AJ Auxerre 2:2 i 1:0 1 15.09 1993 0:1 Vahirua 17, 1:1 Pinilla 19, 1:2 Saib 21, 2:2 Felipe 71 2 29.09 1993 1:0 Felipe 69 |
| Royal Antwerp FC – CS Marítimo 2:0 i 2:2 1 14.09 1993 1:0 Severeyns 48, 2:0 Bursać 90 2 28.09 1993 1:0 Severeyns 36, 2:0 Segers 41, 2:1 Heitor 67, 2:2 Vado 77 |
| Trabzonspor – Valletta FC 3:1 i 3:1 1 15.09 1993 0:1 Zarb 25, 1:1 Ogün 28, 2:1 Hami 29, 3:1 Ogün 39 2 28.09 1993 1:0 Hami 11, 2:0 Ogün 44, 3:0 Ünal 66, 3:1 Zarb 81 |
| FC Dinamo Bukareszt – US Cagliari 3:2 i 0:2 1 16.09 1993 1:0 Moldovan 5, 1:1 Primea 12s, 2:1 Moldovan 31, 2:2 Dely Valdes 40, 3:2 Pana 86 2 29.09 1993 0:1 Matteoli 6, 0:2 Oliveira 63                                                                                   |

## 1/16 finału
| Atlético Madryt – OFI Kreta 1:0 i 0:2 1 19.10 1993 1:0 Luis Garcia 60 2 02.11 1993 0:1 Machlas 51, 0:2 Tsifoutis 62k |
| Bayern Monachium – Norwich City 1:2 i 1:1 1 19.10 1993 0:1 Goss 13, 0:2 Bowen 30, 1:2 Nerlinger 41 2 03.11 1993 1:0 Valencia 4, 1:1 Goss 50 |
| S.S. Lazio – Boavista FC 1:0 i 0:2 1 20.10 1993 1:0 Winter 15 2 04.11 1993 0:1 Owubokiri 21, 0:2 Owubokiri 56 |
| Girondins Bordeaux – Servette FC 2:1 i 1:0 1 19.10 1993 1:0 Paille 36, 1:1 Andersen 55, 2:1 Vercryysse 56 2 03.11 1993 1:0 Schepull 65s |
| Celtic F.C. – Sporting CP 1:0 i 0:2 1 20.10 1993 1:0 Creaney 9 2 03.11 1993 0:1 Cadete 19, 0:2 Cadete 61 |
| Trabzonspor – US Cagliari 1:1 i 0:0 1 20.10 1993 1:0 Orhan 26, 1:1 Dely Valdes 90 2 03.11 1993 |
| KV Mechelen – MTK Budapeszt 5:0 i 1:1 1 20.10 1993 1:0 Eszenyi 44, 2:0 de Boeck 59, 3:0 Leen 72, 4:0 Eszenyi 80, 5:0 Eszenyi 83 2 03.11 1993 1:0 M. Perreira 10, 1:1 Kovacs 59                                                                        |
| Valencia CF – Karlsruher SC 3:1 i 0:7 1 20.10 1993 1:0 Mijatović 35, 2:0 Penew 47, 3:0 Penew 73, 3:1 Schmitt 79 2 02.11 1993 0:1 Schmitt 29, 0:2 Schmitt 34, 0:3 Schütterle 37, 0:4 Szmarow 46, 0:5 Schmitt 59, 0:6 Schmitt 63, 0:7 Bilić 90          |
| Inter Mediolan – Apollon Limassol 1:0 i 3:3 1 20.10 1993 1:0 Bergkamp 7 2 03.11 1993 1:0 Szalimow 5, 2:0 Bergkamp 8, 2:1 Spoljarić 11, 2:2 Scepovic 30, 3:2 Fontolan 38, 3:3 losifidis 85                                                             |
| CD Tenerife – Olympiakos SFP 2:1 i 3:4 1 19.10 1993 0:1 Christensen 10, 1:1 Llórente 38, 2:1 Del Solar 49 2 04.11 1993 0:1 Christensen 14, 1:1 Felipe 27, 1:2 Christensen 35, 2:2 Chano 50k, 2:3 loannidis 60, 3:3 Amanatadis 79s, 3:4 Christensen 87 |
| Eintracht Frankfurt – Dnipro Dniepropietrowsk 2:0 i 0:1 1 19.10 1993 1:0 Furtok 65, 2:0 Okocha 79 2 03.11 1993 0:1 Czuchleba 37 |
| Austria Salzburg – Royal Antwerp FC 1:0 i 1:0 1 19.10 1993 1:0 Jurčević 67 2 02.11 1993 1:0 Feiersinger 84 |
| Kongsvinger IL – Juventus F.C. 1:1 i 0:2 1 20.10 1993 0:1 Kohler 60, 1:1 Frigaard 90 2 02.11 1993 0:1 A. Möller 27, 0:2 Ravanelli 68 |
| FC Kuusysi – Brøndby IF 1:4 i 1:3 1 19.10 1993 0:1 Okechukwu 1, 1:1 Lius 13, 1:2 Vilfort 59, 1:3 Strudal 64, 1:4 Strudal 84 2 03.11 1993 1:0 Annunen 6, 1:1 Kristensen 39, 1:2 Madsen 68, 1:3 Hoegh 85k                                               |
| Deportivo La Coruña – Aston Villa 1:1 i 1:0 1 19.10 1993 0:1 Saunders 78, 1:1 Pedro Riesco 87 2 03.11 1993 1:0 Manjarin 36 |
| Maribor Branik – Borussia Dortmund 0:0 i 1:2 1 20.10 1993 2 03.11 1993 1:0 Bozgo 21, 1:1 Chapuisat 48, 1:2 Chapuisat 52 |

## 1/8 finału
| Sporting CP – Austria Salzburg 2:0 i 0:3 (dog) 1 24.11 1993 1:0 Szczerbakow 24, 2:0 Cadete 63 2 07.12 1993 0:1 Lainer 48, 0:2 Hütter 90, 0:3 Amerhauser 113                  |
| Eintracht Frankfurt – Deportivo La Coruña 1:0 i 1:0 1 23.11 1993 1:0 Dickhaut 89 2 07.12 1993 1:0 Gaudino 16                                                                 |
| Brøndby IF – Borussia Dortmund 1:1 i 0:1 1 24.11 1993 1:0 Kristensen 18, 1:1 Chapuisat 61 2 08.12 1993 0:1 Zorc 29                                                           |
| Girondins Bordeaux – Karlsruher SC 1:0 i 0:3 1 23.11 1993 1:0 Zidane 76 2 07.12 1993 0:1 Schmitt 16, 0:2 Kiriakow 64, 0:3 Schmitt 75                                         |
| KV Mechelen – US Cagliari 1:3 i 0:2 1 25.11 1993 0:1 Matteoli 33, 1:1 Czerniatynski 38, 1:2 Oliveira 82, 1:3 Pusceddu 87 2 08.12 1993 0:1 Firicano 14, 0:2 Allegri 80        |
| Norwich City – Inter Mediolan 0:1 i 0:1 1 24.11 1993 0:1 Bergkamp 80k 2 08.12 1993 0:1 Bergkamp 88                                                                           |
| OFI Kreta – Boavista FC 1:4 i 0:2 1 23.11 1993 0:1 Artur 5, 0:2 Artur 23, 0:3 Owubokiri 42, 0:4 Artur 54, 1:4 Velić 90 2 07.12 1993 0:1 Nelson Bertolazi 24, 0:2 Nogueira 77 |
| Juventus F.C. – CD Tenerife 3:0 i 1:2 1 24.11 1993 1:0 A. Möller 3, 2:0 R. Baggio 63k, 3:0 Ravanelli 75 2 08.12 1993 0:1 Aguilera 37, 0:2 del Solar 87, 1:2 A. Möller 88     |

## 1/4 finału
| US Cagliari – Juventus F.C. 1:0 i 2:1 1 01.03 1994 1:0 Dely Valdes 60 2 15.03 1994 0:1 D. Baggio 23, 1:1 Firicano 32, 2:1 Oliveira 62                                          |
| Borussia Dortmund – Inter Mediolan 1:3 i 2:1 1 01.03 1994 0:1 Jonk 33, 0:2 Jonk 36, 1:2 M. Schulz 83, 1:3 Szalimow 90 2 17.03 1994 1:0 Zorc 38, 2:0 Ricken 48, 2:1 Manicone 81 |
| Boavista FC – Karlsruher SC 1:1 i 0:1 1 02.03 1994 1:0 Owubokiri 38, 1:1 Wittwer 77 2 16.03 1994 0:1 Nogueira 35s                                                              |
| Austria Salzburg – Eintracht Frankfurt 1:0 i 0:1 (dog), karne 5:4 1 03.03 1994 1:0 Hütter 30 (mecz w Wiedniu) 2 15.03 1994 0:1 Gaudino 21                                      |

## 1/2 finału
| Austria Salzburg – Karlsruher SC 0:0 i 1:1 1 29.03 1994 (mecz w Wiedniu) 2 12.04 1994 1:0 Stadler 12, 1:1 Krieg 54                                                                                 |
| US Cagliari – Inter Mediolan 3:2 i 0:3 1 30.03 1994 0:1 D. Fontolan 6, 1:1 Oliveira 11, 1:2 Rubén Sosa 61, 2:2 Criniti 81, 3:2 Pancaro 86 2 12.04 1994 0:1 Bergkamp 37k, 0:2 Berti 54, 0:3 Jonk 63 |

## Finał
| Austria Salzburg – Inter Mediolan 0:1 i 0:1 |
| 26 kwietnia 1994 Wiedeń Praterstadion (47 500) Austria Salzburg – Inter Mediolan 0:1 (0:1) Sędzia: Kim Milton Nielsen (Dania) Bramki: 0:1 Nicola Berti 35 Żółte kartki: Heimo Pfeifenberger, Hermann Stadler / Alessandro Bianchi, Wim Jonk Czerwone kartki: – / Alessandro Bianchi 48 SV Austria Casino Salzburg (trener Otto Barić): Otto Konrad – Leopold Lainer, Heribert Weber (kapitan), Thomas Winklhofer (61 Michael Steiner), Christian Fürstaller, Franz Aigner, Martin Amerhauser (46 Damir Muzek), Peter Artner, Marquinho, Heimo Pfeifenberger, Hermann Stadler Football Club Internazionale Milano (trener Giampiero Marini): Walter Zenga – Antonio Paganin, Angelo Orlando, Wilhelm Jonk, Giuseppe Bergomi (kapitan), Sergio Battistini, Alessandro Bianchi, Antonio Manicone, Nicola Berti, Dennis Bergkamp (89 Francesco Dell’Anno), Ruben Sosa (75 Riccardo Ferri) |
| 11 maja 1994 Mediolan Stadio San Siro (80 326) Inter Mediolan – Austria Salzburg 1:0 (0:0) Sędzia: James McCluskey (Szkocja) Bramki: 1:0 Wim Jonk 62 Żółte kartki: Angelo Orlando, Davide Fontolan / Michael Steiner, Herbert Weber Football Club Internazionale Milano (trener Giampiero Marini): Walter Zenga – Antonio Paganin, Davide Fontolan (67 Ricardo Ferri), Wilhelm Jonk, Giuseppe Bergomi (kapitan), Sergio Battistini, Angelo Orlando, Antonio Manicone, Nicola Berti, Dennis Bergkamp (Massimo Paganin 89), Ruben Sosa SV Austria Casino Salzburg (trener Otto Barić): Otto Konrad – Leopold Lainer, Herbert Weber (kapitan), Thomas Winklhofer (67 Martin Amerhauser), Christian Fürstaller, Franz Aigner, Nikola Jurčević, Peter Artner (73 Michael Steiner), Marquinho, Heimo Pfeifenberger, Adolf Hütter                                                            |